# L'Hospitalet-près-l'Andorre
L'Hospitalet-près-l'Andorre là một xã ở tỉnh Ariège, thuộc vùng Occitanie ở phía tây nam nước Pháp.